# Leptonectidae
Die Leptonectidae stellen eine Familie der Neoichthyosauria dar. Sie treten zum ersten Mal im Rhaetium (Obertrias) von England auf und werden zum letzten Mal im Toarcium (Unterjura) von Süddeutschland nachgewiesen. Es handelt sich um mittelgroße, bis zu 6 Meter lange Ichthyosaurier aus Europa. Zu dieser Familie gehören die Gattungen Leptonectes, Excalibosaurus und Eurhinosaurus. Die Familie der Leptonectidae wurde 1998 von Maisch aufgestellt.

## Merkmale
Diese monophyletische Gruppe weist charakteristische gemeinsame Merkmale auf. So besitzen ihre Mitglieder longipinnate Flossen mit 3 bis 4 primären Fingerstrahlen. Ober- und Unterkiefer sind stark verlängert und schmal. Einige Mitglieder dieser Familie haben einen ausgeprägten Überbiss. Die Augenhöhlen sind extrem groß und die Wangenregion reduziert. Die Temporalfenster sind klein, die Zähne sind klein, spitz, schmal und haben eine glatte Oberfläche. Motani listet folgende Charakteristika als diagnostisch für die Leptonectidae auf:
- Wange posterolateral ausgerichtet, in seitlicher Ansicht schmal
- extrem schlanke Schnauze
- kleine Zähne (im Verhältnis zum Schädel)
- Tibia und Fibula sind getrennt

Maisch definiert die Leptonectidae in dieser Weise:
- longipinnate, verlängerte, schmale Flossen
- vier, der drei Finger sind sehr lang und schmal
- Tendenz zum Überbiss
- große Augenhöhlen und kurzes postorbitales Schädelsegment
- reduzierte Temporalfenster (halb so groß wie die Augenhöhle)
- Schmale und spitze Zähne, ohne Skulpturierung

## Paläoökologie
Es ist anzunehmen, dass Vertreter der Leptonectidae keine Hochseeform der Ichthyosaurier darstellen. Ihr insgesamt eher schwächer ausgeprägter Schwanzknick, das Verhältnis der Vorder- zu den Hinterflossen und der im Vergleich zu höheren Ichthyosauriern eher weniger starre Körperbau, welcher einen agileren und flexibleren Bewegungsablauf zuließen, deuten auf eine eher küstennahe Lebensweise hin.

## Taxonomie
Die folgende Taxonomie ist aus Maisch (2010) entnommen.

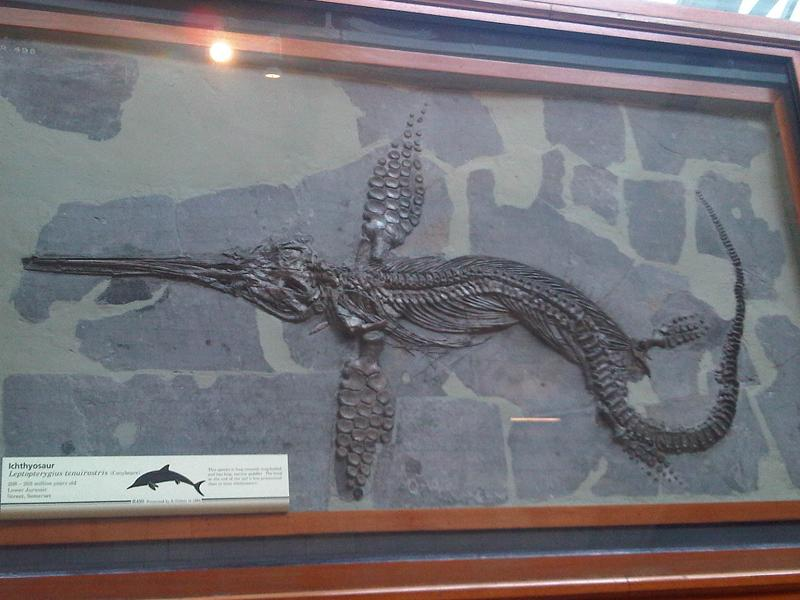
Leptonectes tenuirostris im Natural History Museum in London

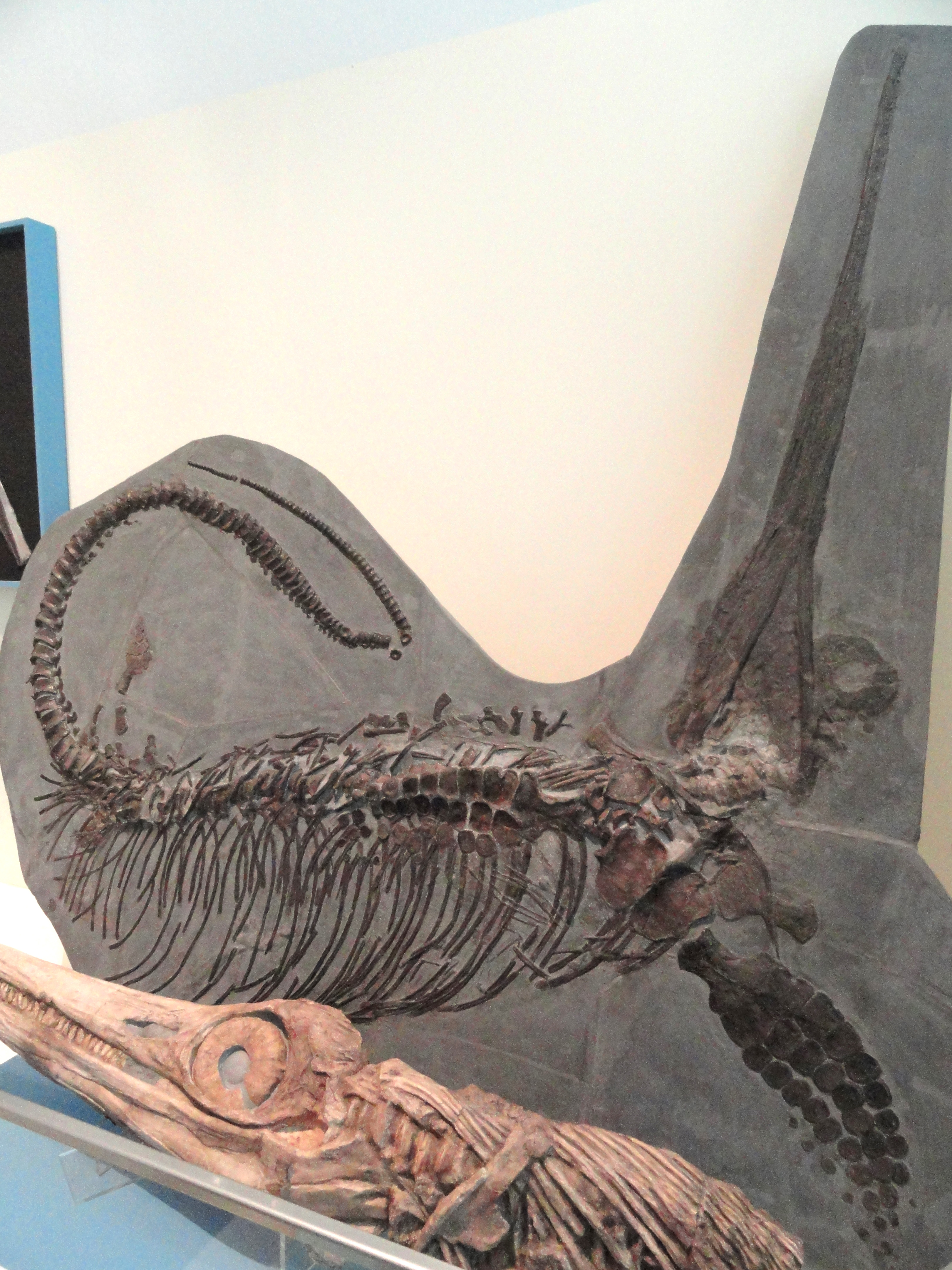
Excalibosaurus costini im Hintergrund zu sehen

- Minordnung Parvipelvia
  - Familie Hudsonelpidiidae
  - Familie Macgowaniidae
  - Subordnung Neoichthyosauria
    - Familie Temnodontosauridae
    - Familie Leptonectidae
    - Familie Suevoleviathanidae
    - Infraordnung Thunnosauria

## Phylogenie
Die Leptonectidae sind nah verwandt mit den Temnodontidae und den Suevoleviathanidae. Das folgende Kladogramm stellt die Beziehungen innerhalb der Leptonectidae und ihrer Schwestergruppen dar.
|  | Leptonectes                                                      |
|  |                                                                  |
|  | \| \| Excalibosaurus \| \| \| \| \| \| Eurhinosaurus \| \| \| \| |
|  |                                                                  |
|  | Excalibosaurus                                                   |
|  |                                                                  |
|  | Eurhinosaurus                                                    |
|  |                                                                  |

|  | Excalibosaurus |
|  |                |
|  | Eurhinosaurus  |
|  |                |

|  | Leptonectes                                                      |
|  |                                                                  |
|  | \| \| Excalibosaurus \| \| \| \| \| \| Eurhinosaurus \| \| \| \| |
|  |                                                                  |
|  | Excalibosaurus                                                   |
|  |                                                                  |
|  | Eurhinosaurus                                                    |
|  |                                                                  |

|  | Excalibosaurus |
|  |                |
|  | Eurhinosaurus  |
|  |                |

|  | Suevoleviathan |
|  |                |
|  | Thunnosauria   |
|  |                |

|  | Leptonectes                                                      |
|  |                                                                  |
|  | \| \| Excalibosaurus \| \| \| \| \| \| Eurhinosaurus \| \| \| \| |
|  |                                                                  |
|  | Excalibosaurus                                                   |
|  |                                                                  |
|  | Eurhinosaurus                                                    |
|  |                                                                  |

|  | Excalibosaurus |
|  |                |
|  | Eurhinosaurus  |
|  |                |

|  | Leptonectes                                                      |
|  |                                                                  |
|  | \| \| Excalibosaurus \| \| \| \| \| \| Eurhinosaurus \| \| \| \| |
|  |                                                                  |
|  | Excalibosaurus                                                   |
|  |                                                                  |
|  | Eurhinosaurus                                                    |
|  |                                                                  |

|  | Excalibosaurus |
|  |                |
|  | Eurhinosaurus  |
|  |                |

|  | Suevoleviathan |
|  |                |
|  | Thunnosauria   |
|  |                |

|  | Leptonectes                                                      |
|  |                                                                  |
|  | \| \| Excalibosaurus \| \| \| \| \| \| Eurhinosaurus \| \| \| \| |
|  |                                                                  |
|  | Excalibosaurus                                                   |
|  |                                                                  |
|  | Eurhinosaurus                                                    |
|  |                                                                  |

|  | Excalibosaurus |
|  |                |
|  | Eurhinosaurus  |
|  |                |

|  | Leptonectes                                                      |
|  |                                                                  |
|  | \| \| Excalibosaurus \| \| \| \| \| \| Eurhinosaurus \| \| \| \| |
|  |                                                                  |
|  | Excalibosaurus                                                   |
|  |                                                                  |
|  | Eurhinosaurus                                                    |
|  |                                                                  |

|  | Excalibosaurus |
|  |                |
|  | Eurhinosaurus  |
|  |                |

|  | Suevoleviathan |
|  |                |
|  | Thunnosauria   |
|  |                |

|  | Leptonectes                                                      |
|  |                                                                  |
|  | \| \| Excalibosaurus \| \| \| \| \| \| Eurhinosaurus \| \| \| \| |
|  |                                                                  |
|  | Excalibosaurus                                                   |
|  |                                                                  |
|  | Eurhinosaurus                                                    |
|  |                                                                  |

|  | Excalibosaurus |
|  |                |
|  | Eurhinosaurus  |
|  |                |

|  | Leptonectes                                                      |
|  |                                                                  |
|  | \| \| Excalibosaurus \| \| \| \| \| \| Eurhinosaurus \| \| \| \| |
|  |                                                                  |
|  | Excalibosaurus                                                   |
|  |                                                                  |
|  | Eurhinosaurus                                                    |
|  |                                                                  |

|  | Excalibosaurus |
|  |                |
|  | Eurhinosaurus  |
|  |                |

|  | Suevoleviathan |
|  |                |
|  | Thunnosauria   |
|  |                |

## Geographische Verbreitung
Arten der Familie Leptonectidae werden in diversen Regionen Europas aufgefunden. Die Verbreitung reicht von Südengland, über Deutschland, Luxemburg, Österreich, Belgien und Frankreich bis in die nördliche Schweiz.

## Stratigraphie und zeitlicher Horizont
Die Familie der Leptonectidae tritt zum ersten Mal mit der Gattung Leptonectes in den prä-planorbis Schichten des Rhaetium (Obertrias) des südlichen Englands auf. Die jüngsten Fossilien dieser Familie gehören der Gattung Eurhinosaurus an und wurden in der bifrons/variabilis-Grenzzone im Mittleren Toarcium der Schweiz nachgewiesen.